# 小幡義樹
小幡 義樹（おばた よしき、1964年（昭和39年）5月7日 - ）は、日本の実業家。三菱地所ハウスネット代表取締役社長等を経て、高松空港代表取締役社長。

## 人物・経歴
長野県木曽郡南木曽町生まれ。1983年長野県蘇南高等学校卒業。1988年東京都立大学経済学部卒業、三菱地所入社。2011年三菱地所レジデンス城西事業部長。2013年三菱地所ハウスネット代表取締役社長。2017年三菱地所美術館室長。2019年高松空港代表取締役社長。訪日外国人旅行者数の増加への対応を行うなどした。